# Зграда општине Прокупље
Зграда општине Прокупље је објекат који се налази у Улици Никодија Стојановића бр. 2. Саграђена је 1909. године и представља непокретно културно добро као споменик културе Србије.

## Опште информације
Зграда је саграђена 1909. године за потребе среског начелства и суда. Представља најмонументалнији јавни објекат у Прокупљу са израженим стилским карактеристикама архитектуре која је владала Европом у то време.
Објекат је обележје свога времена када се тежило европским утицајима након ослобођења Топличког краја од турске власти. Композиција зграде у целини обилује карактеристикама монументалних јавних објеката у Србији са почетка 20. века и одликује елемнтима стила еклетике модернизованог барока, са декоративним мотивима блиским сецесији.
Каракеристична је пропорционалност саме зграде, као и њених делова маса у целини, што још једном потврђује чињеницу да добре пропорције доиста представљају један од најважнијих услова хармоније облика. Саграђена је на локацији у склопу централног градског подручја, тако да се својом западном фасадом ослања непосредно на положај сквера, у чијем је подножју улица Василија Ђуровића – Жарког, док се северном фасадом ослања на регулациону линију улице Никодија Стојановића – Татка, а јужном преко заравњеног поплочаног платоа на Солунску улицу у подножју.